# Libe Barer
Libe Alexandra Barer (Los Ángeles, 19 de diciembre de 1991) es una actriz estadounidense de cine, teatro y televisión, reconocida principalmente por interpretar el papel de Carly Bowman en la serie de Amazon Prime Sneaky Pete y por su participación en las películas Disfluency, The Lost Weekend, Te veo y Slapface. En teatro, participó en la obra Here I Lie de la dramaturga Courtney Baron durante el Festival Summer Shorts en Nueva York en 2019.

## Biografía

### Primeros años y década de 2000
Barer nació en Los Ángeles en 1991, y obtuvo un título en teatro de la Universidad de California. Es hermana de la actriz y cantante Ariela Barer. Inició su carrera como actriz en 2004 en el papel de Emma Robets en la serie del canal Nickelodeon, Unfabulous. En 2007 apareció en dos episodios del seriado iCarly.

### Década de 2010
Después de figurar en algunos episodios de las series Grey's Anatomy y Parenthood entre 2014 y 2015, obtuvo el papel de Carly Bowman en la serie de Amazon Prime, Sneaky Pete, personaje que interpretó hasta durante sus primeras tres temporadas.
En 2016 interpretó el papel de Pia en la serie Colony, y ese mismo año fue escogida en el rol de Beth en la sitcom estadounidense Those Who Can't. En 2018 protagonizó el cortometraje Disfluency, acerca de una joven que debe afrontar un caso de acoso sexual. Su participación en dicho filme, el cual se presentó en diversos festivales de cine, le valió una nominación en la categoría de mejor actriz en los Premios IFJA. En su reseña del corto, Meagan Fredette del portal Refinery29 se refirió al personaje de Barer como «alguien capaz de atravesar por el trauma de una manera que se siente brutalmente honesta».
Luego de aportar su voz como Violet Sabrewing en la serie animada Patoaventuras en 2019, el mismo año protagonizó junto con Helen Hunt y Jon Tenney el filme de suspenso Te veo, como una joven llamada Mindy que irrumpe ilegalmente en la vivienda de una familia. También en 2019, durante el evento Summer Shorts en Nueva York, apareció en la obra de teatro Here I Lie de la dramaturga Courtney Baron, interpretando el papel de Maris, una joven editora que finge una enfermedad mortal. Su participación en el cortometraje The Lost Weekend le valió dos nominaciones: como mejor actriz de reparto en un cortometraje en el Northeast Film Festival de 2019, y como parte del mejor elenco en un corto narrativo en el Queens World Film Festival de 2020.

### Década de 2020 y actualidad
En 2021 realizó el rol principal de Anna en la película de terror Slapface, escrita y dirigida por Jeremiah Kipp. Un año después fue anunciada como miembro del reparto de voces de la serie animada de Marvel Studios Moon Girl and Devil Dinosaur. Actualmente se encuentra filmando Beautiful Disaster, una adaptación de la novela del mismo nombre del autor Jamie McGuire, junto con Dylan Sprouse, Virginia Gardner y Austin North.

## Filmografía

### Televisión
| Año       | Título                       | Papel            | Notas        |
| --------- | ---------------------------- | ---------------- | ------------ |
| 2004      | Unfabulous                   | Emma Roberts     |              |
| 2007–2008 | iCarly                       | Tareen           | 2 episodios  |
| 2010      | The Whole Truth              | Fatima Vences    | 1 episodio   |
| 2014      | Grey's Anatomy               | Monica McKeever  | 1 episodio   |
| 2014–2015 | Parenthood                   | Kiara            | 5 episodios  |
| 2015–2019 | Sneaky Pete                  | Carly Bowman     | 30 episodios |
| 2016      | Colony                       | Pia              | 3 episodios  |
| 2016–2019 | Those Who Can't              | Beth             | 6 episodios  |
| 2019–2021 | Patoaventuras                | Violet Sabrewing | Voz          |
| 2022      | Moon Girl and Devil Dinosaur | Casey            | Voz          |

### Cine
| Año  | Título               | Papel         | Notas        |
| ---- | -------------------- | ------------- | ------------ |
| 2018 | Disfluency           | Jane          | Cortometraje |
| 2019 | The Lost Weekend     | Penelope      | Cortometraje |
| 2019 | Te veo               | Mindy         | Largometraje |
| 2021 | Slapface             | Anna          | Largometraje |
| 2023 | Maravilloso desastre | America Mason |              |
| 2024 | Beautiful Wedding    | America Mason |              |

### Teatro
| Año  | Obra       | Papel | Teatro o evento        |
| ---- | ---------- | ----- | ---------------------- |
| 2019 | Here I Lie | Maris | Festival Summer Shorts |